# Annemarie Bischofberger
Annemarie Bischofberger, švicarska alpska smučarka, * 29. januar 1960, Oberegg, Švica.
Nastopila je na Olimpijskih igrah 1980, kjer je dosegla dvajseto mesto v smuku. V svetovnem pokalu je tekmovala tri sezone med letoma 1979 in 1980. V skupnem seštevku svetovnega pokala je bila najvišje na 30. mestu leta 1979, ko je bila tudi deveta v smukaškem seštevku.